# USS Shamrock Bay (CVE-84)
USS Shamrock Bay (CVE-84) là một tàu sân bay hộ tống lớp Casablanca được Hải quân Hoa Kỳ chế tạo trong Chiến tranh Thế giới thứ hai. Tên nó được đặt theo một vịnh nhỏ tại vùng Qikiqtaaluk, Nunavut, Canada. Nó đã hoạt động cho đến hết Thế Chiến II, xuất biên chế năm 1946 và bị bán để tháo dỡ năm 1958. Shamrock Bay được tặng thưởng ba Ngôi sao Chiến trận do thành tích phục vụ trong Thế Chiến II.

## Thiết kế và chế tạo
Shamrock Bay nguyên mang ký hiệu lườn ACV-84 khi được đặt lườn vào ngày 15 tháng 3 năm 1943 tại Xưởng tàu Vancouver của hãng Kaiser Company, Inc. ở Vancouver, Washington. Nó được xếp lại lớp với ký hiệu lườn CVE-84 vào ngày 10 tháng 6 năm 1943 trước khi được hạ thủy vào ngày 4 tháng 2 năm 1944; được đỡ đầu bởi bà James R. Dudley; và được Hải quân sở hữu và nhập biên chế vào ngày 15 tháng 3 năm 1944 dưới quyền chỉ huy của Hạm trưởng, Đại tá Hải quân Frank T. Ward, Jr.

## Lịch sử hoạt động
Sau khi hoàn tất chạy thử máy, Shamrock Bay tiếp tục ở lại vùng bờ Tây cho đến tháng 6 năm 1944 làm nhiệm vụ huấn luyện chuẩn nhận phi công tàu sân bay. Con tàu được điều sang nhận nhiệm vụ tại khu vực Đại Tây Dương, vận chuyển máy bay Lục quân và nhân sự Lục và Hải quân sang Casablanca, Maroc, chuyển trở về Hoa Kỳ những máy bay Curtiss P-40 bị hư hại để sửa chữa, đại tu động cơ hoặc dùng trong huấn luyện. Hành khách trong hành trình quay trở về thường là nhân sự Không lực Lục quân từng phục vụ tại Mặt trận Trung Hoa-Miến Điện-Ấn Độ. Vào ngày 27 tháng 10, nó hoàn tất chuyến vận chuyển máy bay thứ hai tại Norfolk, Virginia, và chuẩn bị cho hoạt động tuần tra chống tàu ngầm tại khu vực Nam Đại Tây Dương. Tuy nhiên, việc tổn thất các tàu sân bay trong chiến dịch tại quần đảo Philippine đã đưa đến thay đổi kế hoạch. Với Liên đội Hỗn hợp VC-42 trên tàu, nó lên đường đi sang Mặt trận Thái Bình Dương vào ngày 11 tháng 11.
Shamrock Bay băng qua kênh đào Panama vào ngày 18 tháng 11, và đi đến San Diego vào ngày 27 tháng 11, nơi nó đón lên tàu Liên đội Hỗn hợp để vận chuyển sang quần đảo Hawaii. Nó lên đường vào ngày 2 tháng 12 và đi đến Trân Châu Cảng vào ngày 9 tháng 12, nơi các liên đội VC-42 và VC-93 rời tàu và Liên đội Hỗn hợp VC-94 trình diện để phục vụ. Vào ngày 11 tháng 12, chiếc tàu sân bay tiếp tục đi sang phía Tây, chuyển giao máy bay cho đảo Johnston trên đường đi, và đi đến cảng Seeadler trên đảo Manus thuộc quần đảo Admiralty vào ngày 22 tháng 12 để gia nhập Đệ Thất hạm đội.
Với lực lượng không quân của liên đội được phối thuộc cho con tàu trong nhiệm vụ chống tàu ngầm thông thường, bao gồm 9 máy bay ném bom-ngư lôi Grumman TBF Avenger và 12 máy bay tiêm kích Grumman F4F Wildcat, lên 12 chiếc Avenger và 20 chiếc Wildcat, Shamrock Bay đã bảo vệ cho các đội đặc nhiệm 79.1 và 79.2 từ ngày 31 tháng 12 năm 1944 đến ngày 8 tháng 1 năm 1945, khi chúng rời quần đảo Admiralty để đi sang Philippines cho cuộc tấn công lên vịnh Lingayen thuộc đảo Luzon. Sự kháng cự của không quân đối phương ngày càng gia tăng khi lực lượng tiếp cận mục tiêu. Vào ngày 8 tháng 1, các cuộc không chiến diễn ra khắp bầu trời; tàu sân bay hộ tống Kadashan Bay (CVE-76) bị một máy bay tấn công cảm tử Kamikaze đánh trúng khiến không thể chứa hết mọi máy bay của nó, và hai chiếc đã phải hạ cánh trên Shamrock Bay. Không lâu sau đó, một chiếc Kamikaze khác, một máy bay tiêm kích lục quân Nakajima Ki-43 "Oscar", hướng đến nhắm vào Shamrock Bay, nhưng trúng hỏa lực phòng không nên chệch hướng đâm vào Kitkun Bay (CVE-71). Shamrock Bay phải thu hồi những máy bay của Kitkun Bay trong khi các tàu hộ tống trợ giúp chiếc tàu sân bay bị hư hại.
Từ ngày 9 đến ngày 17 tháng 1, Shamrock Bay tiếp tục ở lại khu vực đổ bộ để hỗ trợ cho cuộc tấn công; nó tung ra tổng cộng 571 phi vụ, trong đó có 170 phi vụ bên trên Luzon, trước khi gia nhập Đội đặc nhiệm 77.14 vào ngày 17 tháng 1 để quay trở về Ulithi. Tại đây, con tàu gia nhập Đơn vị Đặc nhiệm 50.8.25, rồi khởi hành vào ngày 16 tháng 2 trong thành phần hộ tống bảo vệ cho nhóm Baker thuộc Đội tiếp liệu hỗ trợ cho cuộc đổ bộ lên Iwo Jima. Nó tiếp tục nhiệm vụ hỗ trợ trong tháng 3, rồi quay trở lại Ulithi vào ngày 5 tháng 3 để chuẩn bị cho Chiến dịch Iceberg, cuộc đổ bộ lên Okinawa. Nó khởi hành hướng sang quần đảo Ryūkyū vào ngày 13 tháng 3, tiếp tục làm nhiệm vụ bảo vệ cho Đội tiếp liệu, rồi được cho tách ra vào ngày 7 tháng 4, một tuần sau cuộc đổ bộ chính lên bãi Hagushi, để gia nhập Đơn vị Đặc nhiệm cho các cuộc không kích lên Okinawa.
Vào ngày 15 tháng 4, bốn máy bay tiêm kích FM-2 Wildcat của Shamrock Bay đã được tung ra để trợ giúp Laffey (DD-724), khi chiếc tàu khu trục bị máy bay Kamikaze tấn công tại trạm cột mốc radar canh phòng cách 50 mi (80 km) về phía bắc Okinawa. Bốn chiếc máy bay đã bắn hạ sáu chiếc Kamikaze đối phương, nhưng bị buộc phải quay trở lại Shamrock Bay do cạn nhiên liệu. Laffey sau đó được giải cứu bởi một phi đội 12 máy bay tiêm kích-ném bom Vought F4U Corsair của Thủy quân Lục chiến.
Ngoài trừ một vài lượt rút lui ngắn để tiếp liệu và bổ sung đạn dược tại Kerama Retto, Shamrock Bay liên tục ở ngoài biển tiến hành các phi vụ hỗ trợ cho chiến dịch Okinawa cho đến ngày 11 tháng 5. Nó lên đường đi Guam để tiếp nhận máy bay thay thế và phụ tùng, đạn dược và tiếp liệu. Đại tá J. E. Leeper thay phiên cho Đại tá Ward chỉ huy con tàu vào ngày 20 tháng 5, và Liên đội Hỗn hợp VC-96 thay phiên cho Liên đội Hỗn hợp VC-94. Đến ngày 28 tháng 5, nó rời cảng Apra để quay lại khu vực Ryūkyū, tiếp nối các hoạt động hỗ trợ trong thành phần Đơn vị Đặc nhiệm 32.1.1. Các hoạt động bay bị ngắt quãng vào đầu tháng 6 do lực lượng gặp phải một cơn bão, và nó tiếp nối các hoạt động cho đến khi quay về Philippines vào giữa tháng đó, sau khi tung ra hơn 1.200 phi vụ hỗ trợ cho chiến dịch Okinawa.
Shamrock Bay đi đến vịnh San Pedro vào ngày 27 tháng 6, và đến đầu tháng 7 đã chuyển máy bay của nó đến sân bay Guiuan. Nó lên đường đi Guam vào ngày 5 tháng 7, nhận lên tàu động cơ máy bay và chuyên chở về Hoa Kỳ để đại tu, và về đến San Diego vào ngày 27 tháng 7. Liên đội Hỗn hợp VC-96 được cho rời tàu, và chiếc tàu sân bay được đại tu, một công việc chỉ kết thúc ngay trước khi Nhật Bản đầu hàng kết thúc cuộc xung đột.
Shamrock Bay lại thực hiện chuyến đi vận chuyển máy bay Lục quân và Hải quân đến Guam, và chuyên chở xe cộ quay trở về. Con tàu sau đó được huy động tham gia Chiến dịch Magic Carpet, được tháo dỡ các dự trữ và nhân sự không lực tại Alameda, California, rồi lên đường đi Trân Châu Cảng vào ngày 20 tháng 10. Chuyến đầu tiên của nó đã đưa những cựu quân nhân thuộc Sư đoàn 4 Thủy quân Lục chiến về đến San Diego vào ngày 2 tháng 11; và con tàu còn thực hiện hai chuyến đi tương tự đến Okinawa và đảo Honshū. Kết thúc chuyến đi cuối cùng tại Seattle, Washington vào ngày 26 tháng 1 năm 1946, nó lên đường đi Alameda vào ngày 2 tháng 2, và đến ngày 7 tháng 2 đã khởi hành để đi sang vùng bờ Đông, chuẩn bị ngừng hoạt động.
Shamrock Bay đi đến Boston, Massachusetts vào ngày 1 tháng 3, được đại tu, rồi được cho xuất biên chế vào ngày 6 tháng 7 năm 1946. Con tàu tiếp tục nằm trong thành phần Hạm đội Dự bị Đại Tây Dương khi nó được xếp lại lớp thành CVU-84 vào ngày 12 tháng 6 năm 1955. Tên nó được cho rút khỏi danh sách Đăng bạ Hải quân vào ngày 27 tháng 6 năm 1958, và con tàu bị bán cho hãng Hyman-Michaels Co. tại Chicago, Illinois để tháo dỡ.

## Phần thưởng
Shamrock Bay được tặng thưởng ba Ngôi sao Chiến trận do thành tích phục vụ trong Thế Chiến II.